# Madalena Arrependida (Caravaggio)
Madalena Arrependida é uma pintura do artista barroco italiano Michelangelo Merisi da Caravaggio. A pintura retrata uma Maria Madalena penitente, curvada de tristeza ao deixar para trás sua vida dissoluta, seus adornos abandonados ao seu redor. À época da sua conclusão, cerca de 1594-1595, a pintura era pouco convencional por seu realismo contemporâneo e seu desvio da iconografia tradicional de Madalena. A obra provocou tanto críticas quanto elogios, causando especulações sobre as intenções de Caravaggio. A pintura se encontra na Galeria Doria Pamphilj em Roma.

## Composição
A pintura retrata uma jovem morena, agachada ou de joelhos em uma cadeira baixa, com as mãos em seu colo. Do seu lado há uma coleção de joias e uma garrafa contendo um líquido, cerca de três quartos completos. Seu olhar está desviado do espectador, sua cabeça virada para baixo em uma posição que pode ser comparada aos retratos tradicionais de Jesus Cristo crucificado. Uma lágrima escorre pelo seu rosto.

## História

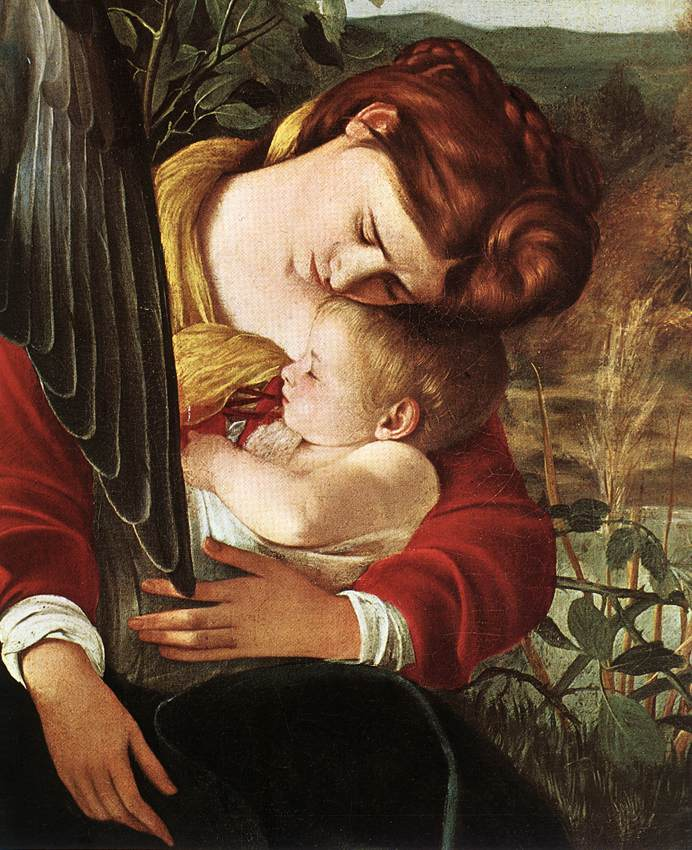
A mesma modelo pode ter servido como a Virgem Maria em Descanso na Fuga para o Egito

A pintura foi concluída cerca de 1594-1595, durante o período em que Caravaggio estava morando com Giuseppe Cesari e Fantin Petrignani. Caravaggio era conhecido por ter usado inúmeras prostitutas como modelos para suas obras, e historiadores especulam que é Anna Bianchini retratada nesta obra. Biógrafos contemporâneos indicam que Bianchini pode ter também sido retratada nas seguinte obras de Caravaggio: Morte da Virgem, Marta e Maria Madalena (como Marta) e Descanso na Fuga para o Egito (como a Virgem Maria). Esta pode ter sido a primeira pintura religiosa de Caravaggio.
A obra representa um distanciamento do padrão de retrato de Maria Madalena arrependida da época de Caravaggio, seja ao representá-la em vestimentas contemporâneas, seja, nas palavras do biógrafo John Varriano (2006), ao evitar "o 'pathos' e a sensualidade lânguida" com que o tema era geralmente tratado. De fato, a maioria das muitas representações do tema na arte mostravam Madalena completamente nua, como na pintura de Ticiano de 1533, que perdera as roupas após passar, de acordo com a lenda medieval, trinta anos se arrependendo no deserto após a Ascensão de Jesus.  Foi o afastamento de Caravaggio para o realismo que chocou seu público original	; de acordo com Hilary Spurling no The New York Times Book Reviews (2001), "contemporâneos reclamaram que sua Maria Madalena parecia com a garota da vizinhança secando seu cabelo sozinha em casa durante a noite." Décadas depois do término da obra, o biógrafo de arte Gian Pietro Bellori opinou que Caravaggio forjou uma cena religiosa ao adicionar items associados a Maria Madalena — uma jarra de óleo e joias descartadas — a uma cena de moderna de gênero diverso. Mas o poeta jesuíta Giuseppe Silos evidentemente não considerava a obra como espiritualidade simulada. Ao contrário, em sua Pinacotheca sive Romana pictura et sculptura, publicada em 1673, ele elogiou elaboradamente o pintor e sua obra:

Podemos ver o remorso silencioso escondido em sua consciência, e nas profundezas de seu coração ela é queimada por uma chama secreta. Certamente, as cores de Caravaggio são tão vivas que revelam até os sentimentos mais íntimos dela. Um pássaro raro é aquele pintor que consegue expor tão claramente, em uma mera imagem que está oculta na cega escuridão da consciência.
Em sua controversa biografia intitulada M (2001), Peter Robb sugeriu que o realismo da peça e as sutis dicas de violência que ele percebeu — colar de pérolas quebrado e o rosto e a mãos inchados da personagem — podem sugerir uma dimensão política, um comentário sobre os maus-tratos àas cortesãs pela polícia em Roma na época de Caravaggio. Baseado em registros de vida de Bianchini, Robb especula que Bianchini pode ter sido chicoteada em público por costume da época, o unguento na jarra seria para tratamento, seu sofrimento como inspiração de Caravaggio.

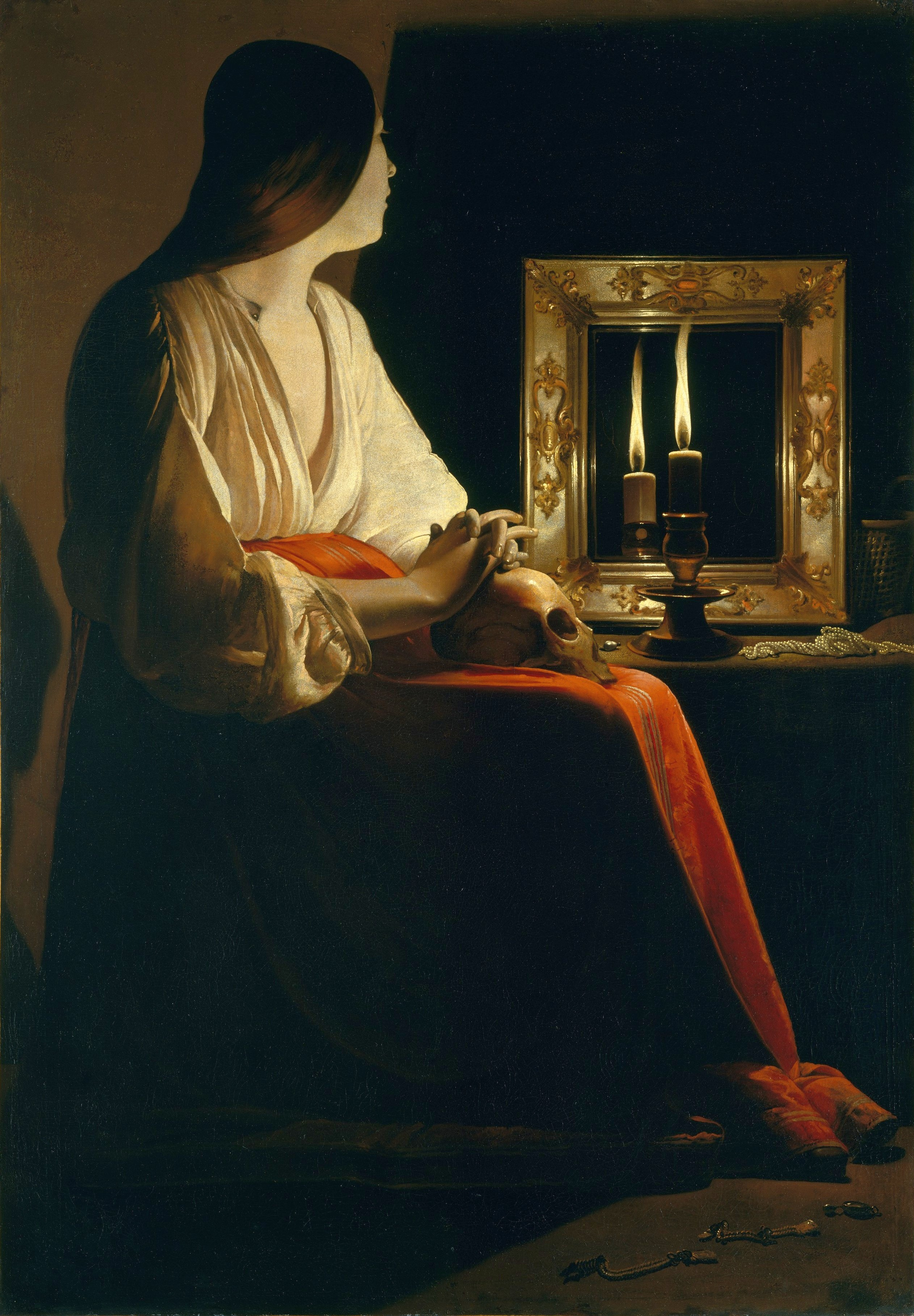
Georges de La Tour baseou sua própria Madalena Arrependida (c. 1638-1643) na obra de Caravaggio.

O que quer que possa ter inspirado a Madalena de Caravaggio, sua obra pode ter inspirado Georges de La Tour a produzir inúmeras versões do tema. De la Tour mudou dramaticamente o ângulo de sua pintura. Embora Madalena permaneça sentada, a face desviada, as mãos com os dedos entrelaçados em seu colo, ela é fortemente iluminada por uma vela colocada diante de um espelho, e “embala” um crânio em seu colo.